# Holasteron aciculare
Holasteron aciculare är en spindelart som beskrevs av Baehr 2004. Holasteron aciculare ingår i släktet Holasteron och familjen Zodariidae. Inga underarter finns listade i Catalogue of Life.